# Jacques Étienne Duval
Pour les articles homonymes, voir Duval.
Jacques-Étienne Duval est un bénédictin français né à Rennes le 31 mars 1698 et décédé Paris le 23 avril 1742.

## Biographie
Il fait profession de foi à l'abbaye de Saint-Mélaine de Rennes le 11 mai 1715.
Le cardinal de Rohan, mécontent que Guy Alexis Lobineau n'avait presque pas mentionné sa famille dans son Histoire de Bretagne (1707), demanda au père Général des Religieux de travailler à l'histoire généalogique de la maison de Rohan ; Jacques Étienne Duval et Hyacinthe Morice vinrent en 1731 demeurer aux Blancs-Manteaux pour s'y atteler, après avoir visité les principales archives de Bretagne pour y chercher les matériaux nécessaires à leur composition - Morice achèvera seul cette publication.
En 1734, Duval est nommé bibliothécaire de l'abbaye de Saint-Germain-des-Prés ; il y exerça jusqu'à sa mort.
Un article de lui, publié dans le Mercure de France de septembre 1739 fait preuve de ses compétences d'historien et de la précision de ses recherches et de ses déductions ; il vise à corriger des erreurs parues dans un article d'août 1739 faisant état de recherches géographiques sur quelques Villes de l'ancienne Gaule.

## Travaux
Les deux articles connus de Duval sont ici replacés entre les articles auxquels ils répondent ; ils forment tous ensemble une polémique sur la localisation de villes anciennes et l'ancienneté de la ville de Nevers.
- Pierre de Frasnay, Essai sur l'histoire du Nivernois. Lettre III, Mercure de France, janvier 1739, p. 15-30[2].
- [R. d. R.], Recherches géographiques sur quelques Villes de l'ancienne Gaule, Mémoires pour l'histoire des sciences & des beaux-arts, août 1739, p. 1643-1653.
  - Extrait d'une lettre [du 19 septembre 1739] du R. P. Dom Jacques Duval, Bénédictin de la Congrégation de S. Maur, sur l'article LXXV du Journal de Trévoux du mois d'août dernier, Mercure de France, septembre 1739, p. 2162-2167.
    - C v, [à Nevers, le 4 février 1740], Réponse à la Lettre du R. P. Dom Jacques Duval (...) imprimée dans le Mercure de Septembre 1739, tome II, Mercure de France, février 1740, p. 236-245.
      - Lettre du R. P. Dom Jacques Duval, Bénédictin de la Congrégation de S. Maur, à M. Pierre Defrasnay au sujet de son Essai sur l'Histoire du Nivernois, imprimé dans les Mercures de Septembre & Décembre 1738, [à Saint-Germain-des-Prés, 19 mars 1740], Mercure de France, avril 1740, p. 670-681.
        - Lettre écrite au (...) Duval (...), par M. Lebeuf, chanoine d'Auxerre, au sujet de l'antiquité prétendue de la ville de Nevers, Le Mercure de France, mai 1740, p. 866-874.

## Sources
« Jacques Étienne Duval », dans Louis-Gabriel Michaud, Biographie universelle ancienne et moderne : histoire par ordre alphabétique de la vie publique et privée de tous les hommes avec la collaboration de plus de 300 savants et littérateurs français ou étrangers, 2e édition, 1843-1865 [détail de l’édition]
- René Prosper Tassin, Histoire littéraire de la Congrégation de Saint-Maur, Paris, Humblot, 1770, p. 679-680.
- Jean-Baptiste-François Née de La Rochelle, Mémoires pour servir à l'histoire civile, politique et littéraire, à la géographie et à la statistique du département de la Nièvre, tome III, Paris, J. S. Merlin, 1827, p. 174.